# Збірна Коста-Рики з футболу
Збірна Коста-Рики з футболу — національна футбольна команда Коста-Рики, яка контролюється та керується Костариканською Федерацією Футболу (Federación Costarricense de Fútbol).
Станом на 3 квітня 2025 посідає 54-e місце у рейтингу футбольних збірних світу.

## Участь на чемпіонатах світу
| Участь на чемпіонатах світу | Участь на чемпіонатах світу | Участь на чемпіонатах світу | Участь на чемпіонатах світу | Участь на чемпіонатах світу | Участь на чемпіонатах світу | Участь на чемпіонатах світу | Участь на чемпіонатах світу | Участь на чемпіонатах світу |
| Рік                         | Раунд                       | Позиція                     | І                           | В                           | Н*                          | П                           | ГЗ                          | ГП                          |
| --------------------------- | --------------------------- | --------------------------- | --------------------------- | --------------------------- | --------------------------- | --------------------------- | --------------------------- | --------------------------- |
| 1930                        | Не брала участь             | Не брала участь             | Не брала участь             | Не брала участь             | Не брала участь             | Не брала участь             | Не брала участь             | Не брала участь             |
| 1934                        | Не брала участь             | Не брала участь             | Не брала участь             | Не брала участь             | Не брала участь             | Не брала участь             | Не брала участь             | Не брала участь             |
| 1938                        | Не брала участь             | Не брала участь             | Не брала участь             | Не брала участь             | Не брала участь             | Не брала участь             | Не брала участь             | Не брала участь             |
| 1950                        | Не брала участь             | Не брала участь             | Не брала участь             | Не брала участь             | Не брала участь             | Не брала участь             | Не брала участь             | Не брала участь             |
| 1954                        | Не брала участь             | Не брала участь             | Не брала участь             | Не брала участь             | Не брала участь             | Не брала участь             | Не брала участь             | Не брала участь             |
| 1958                        | Не кваліфікувалась          | Не кваліфікувалась          | Не кваліфікувалась          | Не кваліфікувалась          | Не кваліфікувалась          | Не кваліфікувалась          | Не кваліфікувалась          | Не кваліфікувалась          |
| 1962                        | Не кваліфікувалась          | Не кваліфікувалась          | Не кваліфікувалась          | Не кваліфікувалась          | Не кваліфікувалась          | Не кваліфікувалась          | Не кваліфікувалась          | Не кваліфікувалась          |
| 1966                        | Не кваліфікувалась          | Не кваліфікувалась          | Не кваліфікувалась          | Не кваліфікувалась          | Не кваліфікувалась          | Не кваліфікувалась          | Не кваліфікувалась          | Не кваліфікувалась          |
| 1970                        | Не кваліфікувалась          | Не кваліфікувалась          | Не кваліфікувалась          | Не кваліфікувалась          | Не кваліфікувалась          | Не кваліфікувалась          | Не кваліфікувалась          | Не кваліфікувалась          |
| 1974                        | Не кваліфікувалась          | Не кваліфікувалась          | Не кваліфікувалась          | Не кваліфікувалась          | Не кваліфікувалась          | Не кваліфікувалась          | Не кваліфікувалась          | Не кваліфікувалась          |
| 1978                        | Не кваліфікувалась          | Не кваліфікувалась          | Не кваліфікувалась          | Не кваліфікувалась          | Не кваліфікувалась          | Не кваліфікувалась          | Не кваліфікувалась          | Не кваліфікувалась          |
| 1982                        | Не кваліфікувалась          | Не кваліфікувалась          | Не кваліфікувалась          | Не кваліфікувалась          | Не кваліфікувалась          | Не кваліфікувалась          | Не кваліфікувалась          | Не кваліфікувалась          |
| 1986                        | Не кваліфікувалась          | Не кваліфікувалась          | Не кваліфікувалась          | Не кваліфікувалась          | Не кваліфікувалась          | Не кваліфікувалась          | Не кваліфікувалась          | Не кваліфікувалась          |
| 1990                        | 1/8                         | 13-те                       | 4                           | 2                           | 0                           | 2                           | 4                           | 6                           |
| 1994                        | Не кваліфікувалась          | Не кваліфікувалась          | Не кваліфікувалась          | Не кваліфікувалась          | Не кваліфікувалась          | Не кваліфікувалась          | Не кваліфікувалась          | Не кваліфікувалась          |
| 1998                        | Не кваліфікувалась          | Не кваліфікувалась          | Не кваліфікувалась          | Не кваліфікувалась          | Не кваліфікувалась          | Не кваліфікувалась          | Не кваліфікувалась          | Не кваліфікувалась          |
| 2002                        | Груповий етап               | 19-те                       | 3                           | 1                           | 1                           | 1                           | 5                           | 6                           |
| 2006                        | Груповий етап               | 31-те                       | 3                           | 0                           | 0                           | 3                           | 3                           | 9                           |
| 2010                        | Не кваліфікувалась          | Не кваліфікувалась          | Не кваліфікувалась          | Не кваліфікувалась          | Не кваліфікувалась          | Не кваліфікувалась          | Не кваліфікувалась          | Не кваліфікувалась          |
| 2014                        | Чвертьфінал                 | 8-ме                        | 5                           | 2                           | 3                           | 0                           | 5                           | 2                           |
| 2018                        | Груповий етап               | 29-те                       | 3                           | 0                           | 1                           | 2                           | 2                           | 5                           |
| 2022                        | Груповий етап               | 27-ме                       | 3                           | 1                           | 0                           | 2                           | 3                           | 11                          |
| Всього                      | Чвертьфінал                 | 6/22                        | 20                          | 6                           | 4                           | 10                          | 22                          | 39                          |

## Поточний склад
Заявка збірної для участі у чемпіонаті світу 2018 року. Вік гравців наведено на день початку змагання (14 червня 2018 року), дані про кількість матчів і голів — на дату подачі заявки (14 травня 2018 року).
| №  | Поз. | Гравець              | Дата народження (вік)            | Ігри | Голи | Клуб                     |
| -- | ---- | -------------------- | -------------------------------- | ---- | ---- | ------------------------ |
| 1  | ВР   | Кейлор Навас         | 15 грудня 1986 (вік 31 рік)      | 78   | 0    | «Реал Мадрид»            |
| 18 | ВР   | Патрік Пембертон     | 24 травня 1982 (вік 36 років)    | 39   | 0    | «Алахуеленсе»            |
| 23 | ВР   | Леонель Морейра      | 2 квітня 1990 (вік 28 років)     | 8    | 0    | «Ередіано»               |
|    |      |                      |                                  |      |      |                          |
| 2  | ЗХ   | Джонні Акоста        | 21 липня 1983 (вік 34 роки)      | 67   | 2    | «Ріонегро Агілас»        |
| 3  | ЗХ   | Джанкарло Гонсалес   | 8 лютого 1988 (вік 30 років)     | 67   | 2    | «Болонья»                |
| 4  | ЗХ   | Іан Сміт             | 6 березня 1998 (вік 20 років)    | 1    | 0    | «Норрчепінг»             |
| 6  | ЗХ   | Оскар Дуарте         | 3 червня 1989 (вік 29 років)     | 37   | 2    | «Еспаньйол»              |
| 8  | ЗХ   | Браян Ов'єдо         | 18 лютого 1990 (вік 28 років)    | 41   | 1    | «Сандерленд»             |
| 15 | ЗХ   | Франсіско Кальво     | 8 липня 1992 (вік 25 років)      | 35   | 3    | «Міннесота Юнайтед»      |
| 16 | ЗХ   | Крістіан Гамбоа      | 24 жовтня 1989 (вік 28 років)    | 65   | 3    | «Селтік»                 |
| 19 | ЗХ   | Кендалл Востон       | 1 січня 1988 (вік 30 років)      | 24   | 3    | «Ванкувер Вайткепс»      |
| 22 | ЗХ   | Рональд Матарріта    | 9 липня 1994 (вік 23 роки)       | 21   | 2    | «Нью-Йорк Сіті»          |
|    |      |                      |                                  |      |      |                          |
| 5  | ПЗ   | Селсо Борхес         | 27 травня 1988 (вік 30 років)    | 110  | 21   | «Депортіво» (Ла-Корунья) |
| 7  | ПЗ   | Крістіан Боланьйос   | 30 травня 1984 (вік 34 роки)     | 79   | 6    | «Сапрісса»               |
| 9  | ПЗ   | Даніель Коліндрес    | 28 травня 1985 (вік 33 роки)     | 10   | 0    | «Сапрісса»               |
| 10 | ПЗ   | Браян Руїс (капітан) | 18 серпня 1985 (вік 32 роки)     | 109  | 23   | «Спортінг» (Лісабон)     |
| 13 | ПЗ   | Родні Воллас         | 17 червня 1988 (вік 29 років)    | 30   | 4    | «Нью-Йорк Сіті»          |
| 14 | ПЗ   | Рендалл Асофейфа     | 30 грудня 1984 (вік 33 роки)     | 57   | 3    | «Ередіано»               |
| 17 | ПЗ   | Єльцин Техеда        | 17 березня 1992 (вік 26 років)   | 48   | 0    | «Лозанна»                |
| 20 | ПЗ   | Давід Гусман         | 18 лютого 1990 (вік 28 років)    | 40   | 0    | «Портленд Тімберз»       |
|    |      |                      |                                  |      |      |                          |
| 11 | НП   | Йоган Венегас        | 27 листопада 1988 (вік 29 років) | 44   | 9    | «Сапрісса»               |
| 12 | НП   | Хоель Кемпбелл       | 26 червня 1992 (вік 25 років)    | 76   | 14   | «Реал Бетіс»             |
| 21 | НП   | Марко Уренья         | 5 березня 1990 (вік 28 років)    | 62   | 15   | «Лос-Анджелес»           |